# Blue Hole, en el riu Little Miami
Blue Hole, en el riu Little Miami, en el seu títol original anglès, Blue Hole, Little Miami River o Blue Hole, Flood Waters, Little Miami River és un llenç de Robert S. Duncanson, un artista estatunidenc-canadenc, de la segona generació de pintors de l'Escola del Riu Hudson. Robert S. Duncanson fou el primer pintor nord-americà amb avantpassats africans que va assolir reconeixement artístic, tant dins com fora del seu país.

## Introducció
A finals de la dècada de 1840, el món artístic a Cincinnati era procliu a l'estil de l'Escola del Riu Hudson. Duncanson, ansiós per establir-s'hi com a artista professional, va assimilar els trets característics d'aquella escola, com la preferència per la pintura paisatgística, el format horitzontal, els colors foscos i les pinzellades ajustades. Durant aquella fase de la seva carrera, la influència principal de Duncanson devia ser la de William Louis Sonntag Sr., com es pot constatar en la major part de les seves obres de principis de la dècada de 1850. Els dos homes, juntament amb John R.Tait, van viatjat junts a Europa l'any 1853.

## Tema
Els turons, boscos, valls i rius al voltant de Cincinnati van proporcionar als artistes locals la mateixa temàtica que havia inspirat les composicions panteístiques dels pintors de la primera generació de l'Escola del Riu Hudson. El Little Miami River, que s'uneix al riu Ohio a set milles aigües amunt de Cincinnati, fou representat per molts d'ells, com Alexander Helwig Wyant. Una de les primeres pintures conegudes d'aquest lloc va ser executada el setembre de 1839 per Godfrey Nicolas Frankenstein (1820 – 1873) en una obra titulada Blue Hole and the Little Miami River. Miner Kilbourne Kellogg (1814-1889), també pintor de Cincinnati, va descriure les cascades d'aquest riu, així com i l'indret anomenat Blue Hole: "Sota les cascades hi ha un lloc anomenat Blue Hole. És un profund estany circular en el qual s'enfonsen les aigües del Miami River. Sembla ser perfectament blau, molt fosc... la profunditat encara no s'ha constatat".

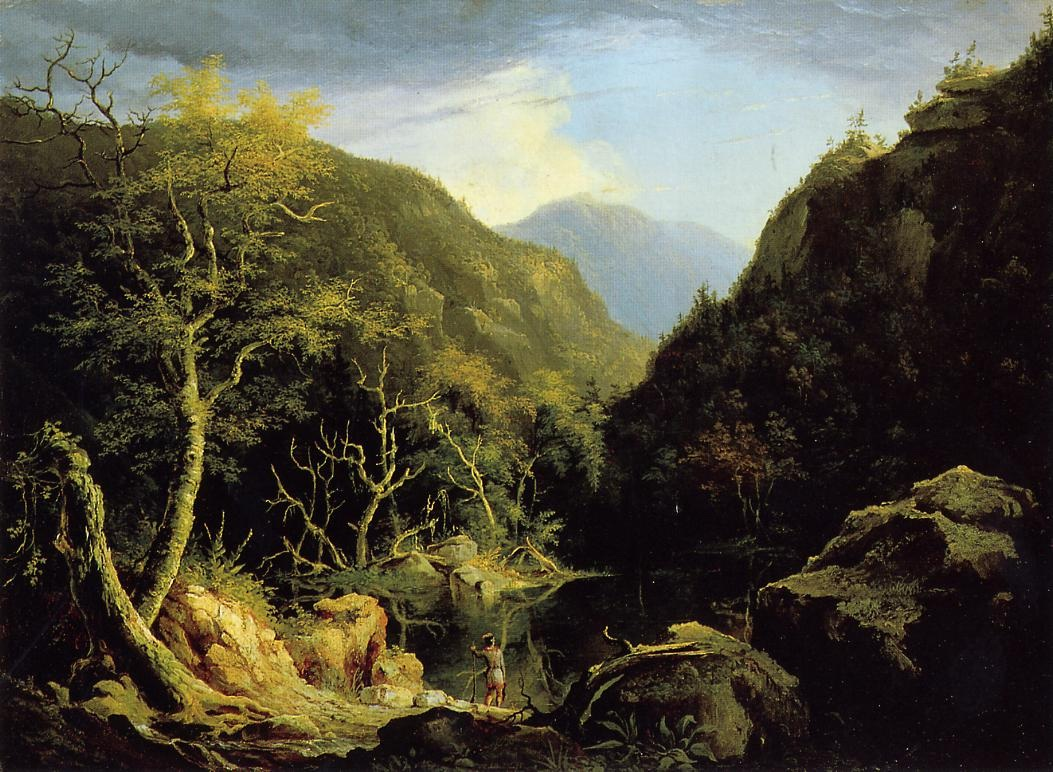
Autumn in the Catskills (1827) Thomas Cole.

## Anàlisi
Duncanson representa l'estany de Blue Hole envoltat d'arbres nodosos i retorçats al llarg d'ambdós costats del riu. Hi ha arbres vells, joves, morts i vius, tan estretament entrellaçats que no poden ser penetrats per la vista. La influència de Sonnatg es fa palesa en el tractament que Duncanson fa d'aquest paratge, particularment en el primer pla, en la representació dels homes pescant. La manca d'un corrent perceptible a l'aigua dona una sensació de tranquil·litat a aquesta obra. Pel que fa a la composició, aquest llenç és sorprenentment similar al Llac amb arbres morts i a Autumn in the Catskills (1827) ambdós de Thomas Cole.